# Міст Емілія

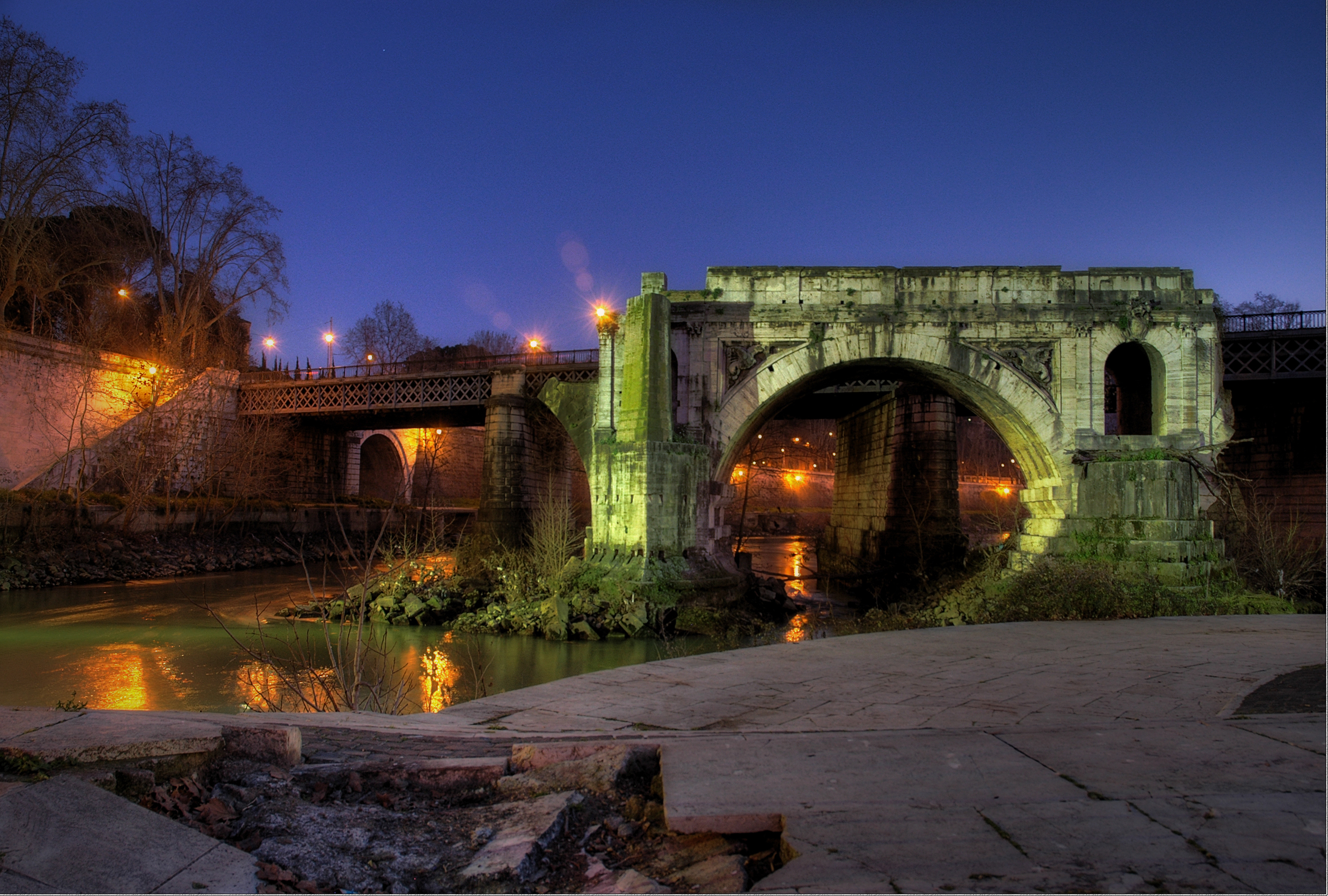
Міст Емілія

Міст Емілія (італ. Ponte Еміліо), сьогодні ще називається Понте Ротто, є найстарішим кам'яним мостом в Римі. Попередник його був дерев'яним і пізніше він був перебудований у камінь у 2-му сторіччі до нашої ери. Колись з'єднував Бичачий форум з Трастевере. На сьогодні залишилась лише одна арки в середині яка свою назву Понте Ротто («Зламаний міст»).
Найстаріші опори мосту були, ймовірно, покладені коли була побудована в середині третього століття до нашої ери Аврелієва дорога. Кам'яні причали і дерев'яні надбудови були побудовані у 179 р. до н. е. Відповідальними за будову були цензори Марк Емілій Лепід та Марк Фульвій Нобіліор. Майже 30 років пізніше, у 142 р. до н. е. міст був встановлений і простягався шістьма кам'яними арками. У 12 р. до н. е., Август повністю відновив міст з туфу і бетонного осередку.
Пошкоджений та відремонтований кілька разів, міст існував до 1598 року, аж доти поки його східна половина зруйнувалася під час повені. Інша половина була знесена повінню у 1880 році, залишивши після моста тільки одну арку.